# Matas Buzelis
Matas Arvidas Buzelis, född 13 oktober 2004 i Chicago, Illinois i USA, är en litauisk-amerikansk professionell basketspelare (SF) som spelar för Chicago Bulls i National Basketball Association (NBA). Han spelade också för NBA G League Ignite i NBA G League.
Buzelis draftades av Chicago Bulls i första rundan i 2024 års draft som elfte spelare totalt.